# 찬열
찬열(본명: 박찬열, 1992년 11월 27일 ~ )은 대한민국의 래퍼이자 작사가, 작곡가, 프로듀서이며, 대한민국의 보이 그룹 EXO, EXO-SC의 메인래퍼를 맡고 있다.

## 학력
- 서울역촌초등학교 (졸업)
- 중앙중학교 (졸업)
- 현대고등학교 (졸업)
- 경희사이버대학교 문화예술경영학과 (학사)
- 인하대학교 대학원 문화경영학과 (재학)

## 어린 시절
찬열(박찬열)은 1992년 11월 27일 대한민국 서울특별시 은평구 역촌동에서 1남 1녀 중 둘째로 태어났다. 이름 찬열은 알찬 열매라는 뜻의 순우리말이며, 학창시절 밴드부를 한 경험이 있어 여러 악기를 다룰 줄 안다.
2007년 학생복 브랜드 'SK 스마트' 모델 콘테스트에 출전한 계기로 2008년 SM 캐스팅 시스템으로 입사해 4년의 연습생 기간을 거쳤으며, 연습생 시절 단역 배우로 활동한 경험이 있다.

## 활동
이후 2012년 EXO의 멤버로 데뷔했다. 연습생 시절 현재 팀의 멤버인 카이, 수호와 함께 삼성이 주도한 '하하하 캠페인' 동방신기의 연습실편에 연습생으로 출연하였다.
2015년 웹드라마 《우리 옆집에 엑소가 산다》 주연을 시작, 영화 《장수상회》, 드라마 《미씽나인, 《알함브라 궁전의 추억》, 한중합작영화 《그래서 나는 안티팬과 결혼했다》 등에 출연했다.
2021년 3월 29일 대한민국 육군 현역으로 입대한 뒤, 2022년 9월 28일 만기 전역했다.
2024년 8월 28일 Black Out으로 솔로 데뷔했다.

## 음반 활동
- 2014년 헨리 미니앨범 2집 《Fantastic》 - 수록곡 〈Bad Girl〉 피처링
- 2014년 조미 미니앨범 1집 《Rewind》 - 타이틀곡〈Rewind〉 피처링 (Korean Ver.)
- 2016년 예성 미니앨범 1집 《Here I am》 - 수록곡 〈어떤 말로도〉 피처링
- 2016년 Far East Movement, Marshmello - 《Freal Luv》 피처링
- 2016년 tvN 드라마 도깨비 O.S.T PART.1 《Stay With Me》 (찬열, 펀치)
- 2017년 정기고 싱글 《Let Me Love You》보컬 듀엣 콜라보레이션
- 2018년 sm station 《We Young》 (찬열, 세훈)
- 2019년 5월 sm station 싱글 《봄여름가을겨울 (SSFW)》
- 2019년 7월 유닛 EXO-SC(세훈&찬열) 미니앨범 《WHAT A LIFE》
- 2020년 1월 SBS 드라마 낭만닥터 김사부 2 O.S.T PART.1 《Go away go away》 (찬열, 펀치)
- 2020년 5월 DJ.Raiden × Chanyeol 싱글 콜라보 《Yours》 (feat.이하이, 창모)
- 2020년 6월 이선희 16집 타이틀곡 《안부》 랩피처링 및 랩작사
- 2020년 7월 유닛 EXO-SC(세훈&찬열) 정규앨범 《10억뷰》 발표 : 보컬,랩 및 작사,작곡,편곡,세션 참여
- 2020년 8월 로시 싱글《Ocean View》피처링
- 2020년 9월 디바인채널 힙합 앨범 타이틀곡 《Faded》피처링 (Loopy & 찬열) 및 작사,작곡 참여
- 2020년 11월 다음 웹툰《취향저격 그녀》OST 9번째 주자로 《Minimal warm》 솔로
- 2021년 4월 SM STATION《Tomorrow》 솔로
- 2024년 8월 28일 미니 1집 《Black Out》

## 음반 외 활동
- 2008년 1월 제 7회 스마트 모델 컨테스트 은상 수상.
- 2008년 6월 KBS2 테마 드라마 《살아가는 동안 후회할 줄 알면서 저지르는 일들》 - 지나가는 고등학생 역으로 출연.
- 2008년 12월 삼성 하하하 캠페인 동방신기 연습실 ver.(수호, 카이, 찬열 출연)
- 2010년 9월 소녀시대 'Genie' M/V 출연
- KBS2 《뮤직뱅크》 703회 (2013년 6월 7일) 스페셜 MC
- KBS2 《대국민 토크쇼 안녕하세요》 131회 (2013년 7월 8일) 게스트 출연
- KBS2 《뮤직뱅크》 707회 (2013년 7월 12일) 스페셜 MC
- KBS2 《뮤직뱅크》 713회 (2013년 8월 23일) 스페셜 MC
- KBS2 《해피선데이 - 맘마미아》 (2013년 9월 1일) 게스트 출연
- KBS2 《뮤직뱅크》 715회 (2013년 9월 6일) 스페셜 MC
- MBC every1 《EXO의 쇼타임》 (2013년 11월 28일 ~ 2014년 2월 13일)[5]
- SBS 《정글의 법칙 - 미크로네시아 편》 (2013년 12월 20일~2014년 1월 17일)
- SBS 《일요일이 좋다 - 룸메이트》 (2014년 5월 4일 ~ 2014년 9월 14일)[6]
- Mnet 《뜨거운 순간 xoxo, EXO》 (2014년 5월 9일 ~ 2014년 5월 30일)
- Mnet 《EXO 90:2014》(2014년 8월 15일 ~ 2014년 10월 31일)
- KBS2 《뮤직뱅크 인 멕시코》 (2014년 11월 12일) 방송 MC 김성규, 윤두준과 공동 진행
- KBS2 설특집 - 2015 스타 골든벨 (2015년 2월 19일) 게스트 출연
- JTBC 《나홀로 연애중 - 남자특집》 가상연인 (2015년 4월 11일 ~ 2015년 4월 18일)
- KBS2 《대국민 토크쇼 안녕하세요》 220회 (2015넌 4월 13일) 게스트 출연
- KBS2 《해피선데이 - 슈퍼맨이 돌아왔다》 (2015년 5월 24일) 게스트 출연
- SBS 《동상이몽, 괜찮아 괜찮아》 (2015년 5월 30일) 게스트 출연
- SBS 《정글의 법칙 20기 히든 킹덤》 (2015년 8월 21일 ~ 2015년 9월 4일)[7]
- SBS 《18초》 (2015년 8월 11일 ~ 2015년 8월 18일)
- KBS2 《뮤직뱅크》 842회 (2016년 6월 24일) 스페셜 MC
- KBS2 《해피투게더 시즌3》 456회 (2016년 7월 7일) 게스트 출연
- JTBC 《한끼줍쇼》 (2017년 7월 12일) 게스트 출연
- SBS 《마스터키》 (2017년 11월 4일)

- 2019년 5월 16일 찬열의 개인 유튜브 채널[8] 구독자 급증하는 현상 발생[9].
- SM - V live & 네이버 자체 예능 릴레이 영상 기록기《심포유》 (2020년 10월 ~ 12월) 찬열편 : 주연
- 2020년 《최자로드》 (2020년 8월 20일)

### 영화
- 2015년 4월 9일 《장수상회》 - 민성 역 (조연)
- 2016년 6월 30일 《그래서 나는 안티팬과 결혼했다》 - (한중합작영화), 후준 역 (주연)
- 2021년 3월 24일 《더 박스》 - 지훈 역 (주연)

### 드라마
- 2015년 네이버 웹드라마 《우리 옆집에 EXO가 산다》 찬열 역 (주연)
- 2017년 MBC 《미씽9》 이열 역(조연)
- 2018년 tvN 《알함브라 궁전의 추억》 정세주 역 (조연)
- 2020년 네이버 오디오시네마 런칭작 《두근두근두근 거려》 배수구 역 (주연)
- 2024년 Netflix 《아무도 없는 숲속에서》 구기호 역

### 카메오 출연
- 2013년 JTBC 《시트콩 로얄빌라》2회 (세훈, 찬열)

### 뮤직비디오
- 2012년 4월 소녀시대-태티서 'Twinkle' M/V 출연 (카이, 세훈, 찬열, 백현 출연)
- 2012년 4월 소녀시대 'Genie' (Japanese ver.) M/V 출연
- 2013년 10월 케이윌 '촌스럽게 왜 이래' M/V 출연

### 홍보대사
- 2012년 12월 대한적십자 RCY 홍보대사
- 2014년 2월 서울특별시 강남구 홍보대사

### 광고 모델
- 2020년 프라다 글로벌 엠버서더 및 글로벌 모델
- 2019년 ~ 2021년 네시픽 코스메틱 모델
- 2019년 ~ 2023년 현재 이탈리아 니치향수 브랜드 《아쿠아 디 파르마》 뮤즈 및 모델

## 콘서트

### CHANYEOL [Upside Down: Sound Stage]
| 개최일          | 도시 | 국가     | 개최지          |
| --------------- | ---- | -------- | --------------- |
| 2025년 8월 31일 | 서울 | 대한민국 | YES24 라이브 홀 |

## 팬미팅

### CHANYEOL BIRTHDAY PARTY
| 개최일           | 도시 | 국가     | 개최지         |
| ---------------- | ---- | -------- | -------------- |
| 2017년 11월 28일 | 서울 | 대한민국 | SMTOWN THEATER |
| 2018년 11월 26일 | 서울 | 대한민국 | SMTOWN THEATER |
| 2019년 11월 26일 | 서울 | 대한민국 | SMTOWN THEATER |

### 2022 HAPPY CHANYEOL-DAY
| 개최일          | 도시 | 국가     | 개최지                       |
| --------------- | ---- | -------- | ---------------------------- |
| 2022년 12월 1일 | 서울 | 대한민국 | 건국대학교 새천년관 대공연장 |

### 2023 Happy Sweet CHANYEOL Day
| 개최일           | 도시 | 국가     | 개최지          |
| ---------------- | ---- | -------- | --------------- |
| 2023년 11월 27일 | 서울 | 대한민국 | YES24 라이브 홀 |

### 2024 B-day PARTY – CHANYEOL [OFF THE RECORD]
| 개최일           | 도시 | 국가     | 개최지                       |
| ---------------- | ---- | -------- | ---------------------------- |
| 2024년 11월 29일 | 서울 | 대한민국 | 건국대학교 새천년관 대공연장 |

## FAN·CON

### CHANYEOL FANCON "THE ETERNITY"
| 개최일           | 도시         | 국가       | 개최지                    |
| ---------------- | ------------ | ---------- | ------------------------- |
| 2023년 11월 4일  | 타이베이     | 중화민국   | 타오위안 아레나           |
| 2023년 11월 18일 | 방콕         | 태국       | 로열 파라곤 홀            |
| 2023년 11월 24일 | 홍콩         | 홍콩       | 아시아월드 엑스포 홀 5    |
| 2023년 11월 25일 | 홍콩         | 홍콩       | 아시아월드 엑스포 홀 5    |
| 2023년 12월 16일 | 마닐라       | 필리핀     | 몰 오브 아시아 아레나     |
| 2024년 2월 3일   | 마카오       | 마카오     | 스튜디오 시티 이벤트 센터 |
| 2024년 3월 2일   | 쿠알라룸푸르 | 말레이시아 | 메가스타 아레나           |
| 2024년 3월 9일   | 자카르타     | 인도네시아 | 자카르타 컨벤션 센터 5홀  |
| 2024년 4월 27일  | 타이베이     | 중화민국   | NTSU 아레나 (Beyond)      |

## 수상 내역

### 개인
| 연도   | 수상 내역 |
| ------ | --- |
| 2008년 | - 2월 12일 제7회 《스마트 모델 컨테스트》 스마트 스타 은상 - 2월 12일 제7회 《스마트 모델 컨테스트》 MTM 탑탤런트상                           |
| 2015년 | - 10월 9일 제8회 《코리아 드라마 어워드》 한류스타상 - 10월 9일 제8회 《코리아 드라마 어워드》 남자 신인상                                    |
| 2016년 | - 4월 9일 제16회 《음악풍운방 연도성전》 최고 인기 해외아이돌상                                                                               |
| 2017년 | - 4월 8일 제5회 《인위에타이 V차트 어워드》 인기 아티스트상 한국부문 - 4월 8일 제5회 《인위에타이 V차트 어워드》 올해의 베스트 콜라보레이션상 |